# Rhamphomyia naias
Rhamphomyia naias är en tvåvingeart som beskrevs av Bartak 2002. Rhamphomyia naias ingår i släktet Rhamphomyia och familjen dansflugor.
Artens utbredningsområde är Oregon. Inga underarter finns listade i Catalogue of Life.